# Св. св. Петър и Павел (парк в София)
Вижте пояснителната страница за други значения на Свети апостоли Петър и Павел.
„Св. св. Петър и Павел“ е парк в София, намиращ се в квартал Разсадника, район Красна поляна. Граничи с бул. „Константин Величков“ на изток, бул. „Възкресение“ на юг и ул. Коньовица от север и запад. В парка има детски площадки, открит фитнес, кафенета, ресторанти и обособен кът за домашни любимци. Паркът носи името на църквата „Св. св. Петър и Павел“, намираща се в него.

## Обекти в близост до парка
В близост до или в самия парк се намират следните обекти:
- Църква „Св. св. Петър и Павел“
- Народно читалище „Аура“
- Национален дворец на децата
- 57 спортно училище „Св. Наум Охридски“
- 67 основно училище „Васил Друмев“

## Транспорт
Паркът е леснодостъпен чрез двата големи булеварда, с които граничи, бул. „Константин Величков“ и бул. „Възкресение“. В близост до парка преминават също бул. „Александър Стамболийски“ и бул. „Тодор Александров“.
В непосредствена близост до парка се намират няколко спирки на градския транспорт – автобуси 60, 72, 11, 83, 45 и 77, нощна автобусна линия N1 и N3, трамваи 8, 10, 11 и 22, маршрутни таксита 16, 35, както и Метростанция „Константин Величков“.